# シート・ミュージック
『シート・ミュージック』 (Sheet Music) は、ロックバンド、10ccのセカンドアルバム。1974年にUKレコードでリリース (No: UKAL 1007) され、ヒットシングル「ウォール・ストリート・シャッフル」と「シリー・ラブ」が収録された。アルバムは、イギリスで9位、アメリカで81位に達した。10ccによってプロデュースされ、エリック・スチュワートがエンジニア、ミキサーを担当した。
ケヴィン・ゴドレイは、気に入っている10ccのアルバムとして『シート・ミュージック』を挙げている。グレアム・グールドマンもこのアルバムを10ccのベストであると述べている。彼はウェブサイト上に、「10ccのすべてを凝縮させた我々のベストアルバム。ユニークな作曲、製作をしている」と書いた。
グレアム率いる10㏄は2015年2月からの英国ツアーで翌年秋までの約2年間にわたり「『シート・ミュージック』再現コンサート」を行った。これは2部構成で第1部が『シート・ミュージック』を曲順通りに演奏、第2部では定番のヒット曲を披露するというものだった。特に、「ハリウッドのどこかで」では本来のリード・ボーカルであるケヴィン・ゴドレイがヴィデオ・スクリーンに登場し、スタジオで別撮りした歌唱映像に合わせてバンドがシンクロした演奏を聴かせるという離れ業を演じてみせた。

## 製作
アルバムは10ccによってプロデュースされ、エリック・スチュワートがエンジニアとミキサーを担当した。2006年のインタビューで、元ドラマー、ケヴィン・ゴドレイは、「私たちは本当に創造性が爆発し始めており、どんな境界線も引くことができなかった。私たちは互いに騒がしくジョイントを探し回り、能力を発揮していた。このセッションでの大きな興奮とエネルギーがあり、より重要だったのは、何にでも切り開いていく純粋さだ」と語った。
10ccがアルバムをレコーディングしているとき、ポール・マッカートニーが彼の弟、マイクのアルバム『マクギア』をプロデュースするためスタジオを使用していた。彼らは時間を有効に使うため昼夜交互にレコーディングを行った。グレアム・グールドマンは、ポールのドラムキットがバンドでどのように使われるか、レコードの製作にポールの影響をどのように受けているかを語った。
「とってもイカしたイモ・バンド」は歌詞の中に２個所、放送コードに触れる部分があり、英国ではラジオ用プロモ盤として歌詞を変えたものが配布されたが、ベルギー盤や日本盤、フランス盤シングルはこの「Lyric Two」ヴァージョンが正規盤として発売された。したがって、日本盤ではシングルとアルバムで歌詞が異なっている。短く速いA面最後の曲「時計じかけのクリープ」の主題は、ジャンボジェットに乗っているとき、爆弾が爆発するまでの数分間のカウントダウンを表現している。「サメディ男爵」は映画『007　死ぬのは奴らだ』の登場人物からヒントを得て書かれた。
アルバム・ジャケットのデザインはヒプノシスが担当している。

## 評判
1974年のローリング・ストーン誌でチャーリー・ウォルターズは、バンドは「スタンダードポップに彼ら自身の創作を混ぜ込んだ、凝った芸術」をしていると評し、AM志向のDJやそのリスナーの間で人気となる典型的なポップミュージックではないとしている。ビルボード誌は、バンドを「ばかげているに違いない」としながらも、「彼らの曲は注意深く聴いてみるとばかげてはいない」と評し、「多くの革新的なヴォーカル技術やインストゥルメンタルアレンジ」を持っていると記述した。
Allmusicのアルバム評でデイヴ・トンプソンは、アルバムは持久力を持ち、「おそらく最も大胆な冒険をしたアルバム」としている。死ぬ前に聴くべき1001枚のアルバムでは、ジョージ・ダーバローが「よい技術、非常に独特なポップの1つ」で「要するに、工夫を凝らしている」と評した。

## 収録曲

### A面
1. ウォール・ストリート・シャッフル (The Wall Street Shuffle) – 3:54
  - 作曲: スチュワート、グールドマン
  - リードヴォーカル、リードギター、ピアノ、オルガン: スチュワート
2. とってもイカしたイモ・バンド (The Worst Band in the World) – 2:49
  - 作曲: グールドマン、クレーム
  - リードヴォーカル、ギター、ピアノ: クレーム
  - リードギター: スチュワート
3. ホテル (Hotel) – 4:54
  - 作曲: ゴドレイ、クレーム
  - リードヴォーカル: ゴドレイ
  - ファーストリードギター、シンセサイザー: クレーム
  - セカンドリードギター: スチュワート
4. オールド・ワイルド・メン (Old Wild Men) – 3:21
  - 作曲: ゴドレイ、クレーム
  - ファーストリードヴォーカル、リードギター、スライドギター: スチュワート
  - セカンドリードヴォーカル: ゴドレイ
  - ギター、シンセサイザー: クレーム
  - タンバリン、オートハープ: グールドマン
5. 時計じかけのクリープ (Clockwork Creep) – 2:46
  - 作曲: ゴドレイ、クレーム
  - リードヴォーカル、ピアノ: クレーム

### B面
1. シリー・ラヴ (Silly Love) – 4:01
  - 作曲: スチュワート、クレーム
  - リードヴォーカル、ギター: クレーム
  - リードギター、ピアノ、ヴォーカル: スチュワート
2. ハリウッドのどこかで (Somewhere in Hollywood) – 6:39
  - 作曲: ゴドレイ、クレーム
  - リードヴォーカル: ゴドレイ
  - リードギター、ピアノ、シンセサイザー、ヴォーカル: クレーム
  - スライドギター: スチュワート
3. サメディ男爵 (Baron Samedi) – 3:46
  - 作曲: スチュワート、グールドマン
  - リードヴォーカル、リードギター、電子ピアノ、マリンバ: スチュワート
  - セカンドリードギター、グランドピアノ、メロトロン、ヴォーカル: クレーム
  - コンガ、ボンゴ、ヴォーカル: ゴドレイ
4. 踊ろうサクロイリアクを (The Sacro-Iliac) – 2:33
  - 作曲: ゴドレイ、グールドマン
  - リードヴォーカル: グールドマン
  - ハーモニーヴォーカル: ゴドレイ
  - ピアノ: クレーム
  - ギター: スチュワート
5. オー・エフェンディ (Oh Effendi) – 2:49
  - 作曲: スチュワート、ゴドレイ
  - リードヴォーカル: ゴドレイ
  - リードギター、ヴォーカル: スチュワート

## 担当
- エリック・スチュワート – ギター、キーボード、ヴォーカル
- グレアム・グールドマン – ベースギター、ギター、パーカッション、ヴォーカル
- ロル・クレーム – ギター、キーボード、パーカッション、ヴォーカル
- ケヴィン・ゴドレイ – ドラム、パーカッション、ヴォーカル